# Buskmus
Buskmus (Sicista betulina) är en art i familjen springråttor som tillhör ordningen gnagare. 

## Utseende
Musens päls har en gråbrun grundfärg med ett mörkare tunt streck på kroppens ryggsida. Buskmusen är 50 till 72 millimeter lång. Sedan tillkommer en svans med 140 till 150 % av kroppens längd. Vikten ligger mellan 5 och 15 gram.

## Utbredning
Buskmusens utbredningsområde sträcker sig sammanhängande över stora delar av Sibirien och västerut till Östeuropa och Finland. Utöver detta finns isolerade populationer i Norge, Sverige och Danmark. Sedan mitten av 1900-talet finns den även i bergstrakter av Österrike och Tjeckien. I fjällområden förekommer den upp till 2000 meters höjd.

### Förekomst i Sverige
Buskmusen förekommer i ett isolerat område som sträcker sig över södra Dalarna, västra Västmanland, Närke, södra Värmland och Falbygden i Västergötland. Den förekommer även i ett litet område i nordligaste Jämtland.

## Ekologi
Buskmusen föredrar blöta områden med tät växtlighet. Den lever i träskmark, på blöta ängar och i skogar. Djuret är aktivt från maj till oktober och ligger sedan åtta månader i vinterdvala. Parningen sker i maj till juni. Den är dräktig i cirka 25 dagar och föder sedan upp till sex blinda ungar. Dessa utvecklar sig till skillnad från andra musarter relativt långsamt. Modern ger dem di i ungefär 5 veckor. Livslängden är ofta 3–4 år.

### Föda
Buskmusen äter frön av gräs, bär och frukter. Den tar även insekter och deras larver samt spindlar och daggmaskar.

## Status och hot
Buskmusen har ett mycket stort utbredningsområde och den globala populationen bedöms inte vara hotad, utan kategoriseras av IUCN som livskraftig (LC). Den är mycket vanlig i sitt östliga utbredningsområde, som Ryssland och Ukraina. I det västliga utbredningsområdet är det vanligtvis sällsynt, men kan lokalt vara ganska vanlig. I dessa västligaste utbredningsområde finns ett antal små, isolerade subpopulationer.

### I Sverige
Även om buskmusen har ett isolerat och inte speciellt stort utbredningsområde i Sverige bedöms populationen inte vara hotad och antalet reproduktiva individer överstiga gränsvärdet för rödlistning. Buskmusen är dock fridlyst i Sverige.